# Rivière Viviry
La rivière Viviry est un cours d’eau situé sur le territoire de la municipalité de Hudson au Québec (Canada) sur la rive gauche du lac des Deux Montagnes, dans laquelle elle se jette, juste en amont de la Pointe Parsons. Elle appartient à l’unité physiographique nommée « Le vallon de la rivière Viviry ».

## Toponymie
Il n’existe pas de données officielles à la commission de toponymie du Québec quant à l’origine du nom de ce cours d’eau qui est cependant bel et bien désigné officiellement sous le vocable « rivière ». Le nom actuel a été officialisé en 1968. La rivière a déjà porté le nom de Rivière Vivarais. À noter que la graphie Viviri existe dans certains documents.

## Faune et flore
Cette rivière est parfois désignée sous le vocable « ruisseau » et baigne le Parc nature Sandy Beach qui abrite une faune relativement variée (canards, castors, renards, hérons et chevreuils) et une flore fragile dont une forêt d’arbres matures et une végétation typique des marais. La zone a un intérêt écologique certain comme milieu humide à préserver.